# Геният Барт
Геният Барт (на английски: Bart the Genius) е вторият епизод от първия сезон на американския анимационен сериал Семейство Симпсън, за първи път излъчен на 14 януари 1990 г. по Fox Broadcasting Company. В България е излъчен първо по Ефир 2 в средата на 90-те, а след това по Fox Life през 2005 г.
Това е първият епизод, в който е показана известната встъпителна част на Семейство Симпсън.

## Сюжет
Внимание:  Текстът по-долу разкрива сюжета на произведението (или части от него)!
Барт е заловен да руши училищната собственост от отличника на класа Мартин. Той издава нарушителя на директор Скинър, който настоява палавото момче да остане след часовете.
Класът на Барт е подложен на тест за интелигентност. Момчето е наказано в ъгъла, за да не преписва, отново по забележка на Мартин. Отличникът свършва своя тест и предава работата си първи. Барт се възползва от разсеяната г-жа Крабъпел, за да подмени своя тест с този на Мартин.
След учебните часове Скинър се среща с Хоумър и Мардж, за да се оплаче от поведението на Барт. По време на срещата идва училищният психолог д-р Прайер, който обявява, че днешния тест за интелигентност посочва немирника като „гений“. Той настоява момчето да бъде преместено в специален клас за напреднали, където учебната програма е в съгласие с интересите на учениците. Барт се съгласява с охота.
В новия клас обаче „умното“ дете се чувства не на място, а новите съучениците не са особено впечатлени от интелекта му. Извън училище Барт е избягван от старите си приятели, а родителите му, които обръщат повече внимание на своя гений, започват да водят сина си на опера и европейско кино. Това допълнително отегчава измамника и той няколко пъти е изкушен да признае измамата си на Хоумър.
След злополука в класа по химия, Барт споделя на д-р Прайер, че е подменил тестовете и е обикновено глупаво хлапе. Вечерта той казва истината и на Хоумър. Разгневеният мъж подгонва сина си, който се скрива в стаята си. Хоумър ядосано удря по вратата на Барт.

## DVD издание
Епизодът Геният Барт е издаден в „Семейство Симпсън, Първи сезон (Издание за колекционери)“ през 2009 г. от „А Плюс Филмс“.